# San Giorgio Scarampi
San Giorgio Scarampi ist eine Gemeinde in der italienischen Provinz Asti (AT), Region Piemont.

## Lage und Einwohner
San Giorgio Scarampi liegt knapp 50 km südlich von der Provinzhauptstadt Asti entfernt. Das Gemeindegebiet umfasst eine Fläche von sechs km² und hat 93 Einwohner (Stand 31. Dezember 2023) Die Nachbargemeinden sind Olmo Gentile, Perletto, Roccaverano und Vesime.

## Geschichte
San Giorgio war im Mittelalter Eigentum der Stadt Asti und hatte eine gewisse strategische Bedeutung, obwohl es nicht autonom war und bis zum Ende des 13. Jahrhunderts zum Gebiet von Vesime gehörte. Die Stadt erlangte nach dem Bau ihrer Burg zwischen 1300 und 1382 an Bedeutung.
Seit dem 15. Jahrhundert trägt die Stadt den Namen San Giorgio. Der Name „Scarampi“, abgeleitet vom Namen der Stadtherren, wurde 1518 hinzugefügt. Damals war das Lehen im Besitz vieler ausländischer Familien, der Sforza, der Galeazzi, der Salvati, der Foresti, der Scazzola, der Gozani, der Gambera und neuerdings der Savoyer.

## Kulinarische Spezialitäten
In San Giorgio Scarampi werden Reben es Dolcetto für den Dolcetto d’Asti, einen Rotwein mit DOC Status angebaut. Die Beeren der Rebsorten Spätburgunder und/oder Chardonnay dürfen zum Schaumwein Alta Langa verarbeitet werden. Die Muskateller-Rebe für den Asti Spumante, einen süßen DOCG-Schaumwein mit geringem Alkoholgehalt sowie für den Stillwein Moscato d’Asti wird hier ebenfalls angebaut. Bei San Giorgio Scarampi werden auch Reben der Sorte Barbera für den Barbera d’Asti, einen Rotwein mit DOCG Status, sowie für den Barbera del Monferrato angebaut.